# Sam & Silo
Sam & Silo, amerikansk tecknad serie skapad av Jerry Dumas och Mort Walker. Serien bygger på figurerna i Sams serie och handlar om huvudpersonerna Sam och Silo som är poliser i en sömnig småstad. Sam framstår som ledarfiguren. En återkommande figur är Borgmästaren som har mindervärdeskomplex för han är så kort i rocken. 
Sam & Silo publicerades för första gången 1977 och har i Sverige publicerats bland annat i Knasen. Dumas och Walker skapade serien tillsammans fram till 1995 när Walker lämnade arbetet och Dumas ensam blev ansvarig för serien. Dumas skapade serien fram till sin död 2016.